# Вороничев, Лев Ильич
Лев Ильич Вороничев (28 мая 1926, Саратов — 9 декабря 2014, Санкт-Петербург) — деятель советской оборонной промышленности, генеральный директор ленинградских производственных объединений «Водтрансприбор» (1962—1976) и «Равенство» (1976—1991), лауреат Государственной премии СССР (1967).

## Биография
В годы Великой Отечественной войны в эвакуации с 16 лет работал токарем на заводе № 200 в г. Челябинске (Танкограде). В 1944 г. вернулся в Ленинград. В 1947 г. окончил Военно-механический техникум при Государственном оптико-механическом заводе, в 1958 г. — приборостроительный факультет Всесоюзного заочного машиностроительного института в Москве, в 1971 г. — Институт управления народным хозяйством.
С 1947 г. — на Ленинградском оптико-механическом объединении: работал на инженерных и руководящих должностях — от конструктора до руководителя многопрофильного оборонного производства.
В 1962—1976 гг. — директор завода «Водтрансприбор», генеральный директор производственного объединения «Водтрансприбор».
В 1976—1991 гг. — генеральный директор производственного объединения «Равенство» (1976—1991). Организовал строительство новых производственных корпусов. Участвовал в разработке новейших инженерных систем оснащения кораблей ВМФ. Руководил полигонными испытаниями оборудования специального назначения.

## Награды и звания
Государственная премия (1967) за участие в разработке гидроакустической аппаратуры для подводных лодок ВМФ.